# Markus Rosenberg
Pour les articles homonymes, voir Rosenberg.
Nils Markus Rosenberg, né le 27 septembre 1982 à Malmö, est un ancien footballeur international suédois évoluant au poste d'attaquant.

## Biographie

### En club

#### Débuts en Suède
Markus Rosenberg commence sa carrière chez les jeunes du Malmö FF. Intégrant l'équipe A en 2001, il y joue trois saisons avant d'être prêté à Halmstads en 2004.

#### Expériences à l'étranger
Il rejoint, en 2005, pour 5 300 000 € l'Ajax Amsterdam. Il est titularisé d'entrée par Danny Blind, qui l'associe à Angelos Charisteas. Le 26 janvier 2007, et avec 40 matches (et 12 buts) d'Eredivisie au compteur, Rosenberg part pour l'Allemagne et le Werder Brême. Il joue avec sa nouvelle équipe pour la première fois deux jours plus tard contre Hanovre. Il apparait ensuite régulièrement dans le 11 de départ, aux côtés de Sanogo ou Hugo Almeida.
Moins utilisé lors de la saison 2009-2010, il est prêté en Espagne le 31 août 2010 au Racing Santander. Il ne satisfait que moyennement et le club espagnol ne lève pas l'option d'achat. Il retourne donc en Allemagne pour retrouver sa place au sein de l'effectif du Werder.
En août 2012, il signe en faveur de West Bromwich Albion un contrat de trois saisons. Cette expérience est un échec, Rosenberg n'est que rarement titulaire et n'inscrit aucun but.

#### Retour à Malmö
En janvier 2014, il résilie son contrat et signe de suite en faveur de son club formateur du Malmö FF. Il devient immédiatement titulaire et prend le brassard de capitaine, notamment en Ligue des champions, après la grave blessure de Guillermo Molins en juin. C'est d'ailleurs avec le brassard qu'il inscrit les deux buts de l'équipe lors de sa victoire 2-0 au Swedbank Stadion face au Sparta Prague, permettant au Malmö FF de se qualifier pour les play-offs de la Ligue des champions 2014-2015 malgré une défaite 4-2 à l'aller. Il réitère la même performance en trouvant le chemin de filets à deux reprises lors du match retour des play-offs remporté 3-0 contre le Red Bull Salzbourg, son équipe devenant ainsi la première équipe suédoise depuis 2000 à atteindre la phase de poule, et ce après une défaite 2-1 à l'aller.
Son doublé face à l'Olympiakos le 1er octobre permet au MFF de remporter le premier match de Ligue des champions disputé en Suède depuis presque 14 ans. Quatre jours plus tard, son but en fin de match face à l'AIK est synonyme de titre de champion de Suède pour Malmö.
Rosenberg prend sa retraite sportive en décembre 2019. Il marque 99 buts en 225 matchs pour son club formateur depuis son retour et 110 buts avec ses deux passages cumulés. Auteur de plus de 600 matchs en carrière, Rosenberg marque à 215 reprises.

### International

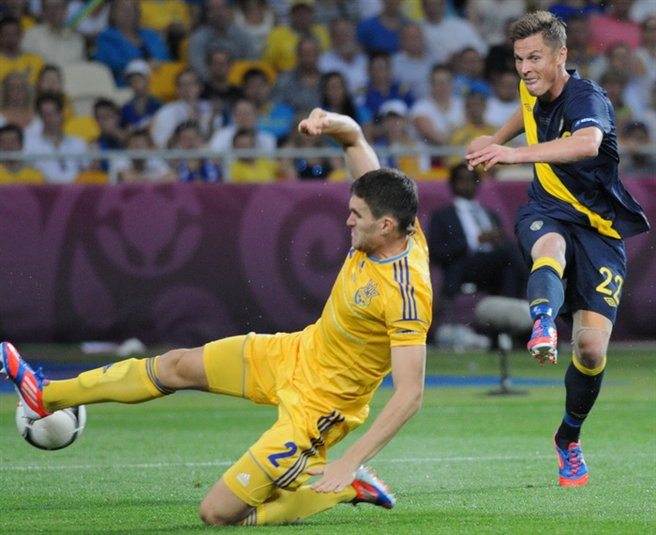
Rosenberg en équipe de Suède à l'Euro 2012.

Il participe à la Coupe du monde 2006 avec l'équipe de Suède. Derrière des joueurs tels que Zlatan Ibrahimović, Henrik Larsson ou Marcus Allbäck, il ne dispute aucun match et voit son équipe s'incliner en huitièmes de finale.
Le 2 juin 2007, face au Danemark, il est taclé en pleine surface par Christian Poulsen à la 89e minute et provoque un pénalty. Le Danois est expulsé devant son public, qui exprime son mécontentement. Un supporter entre sur la pelouse, agresse l'arbitre Herbert Fandel, qui arrête aussitôt le match. La Suède est alors déclarée vainqueur par forfait et Poulsen suspendu trois matches.
Il participe à l'Euro 2008 et à l'Euro 2012, disputant deux matchs à chaque fois pour deux éliminations en phase de groupes. Rosenberg annonce en 2014 sa retraite internationale. Au total, il compte 33 sélections et 6 buts.

## Statistiques

### Générales
Ce tableau présente les statistiques en carrière de Markus Rosenberg:
| Saison                | Club                    | Championnat           | Championnat | Championnat | Championnat | Coupe nationale | Coupe nationale | Coupe nationale | Coupe de la Ligue | Coupe de la Ligue | Coupe de la Ligue | Supercoupe | Supercoupe | Supercoupe | Compétition(s) continentale(s) | Compétition(s) continentale(s) | Compétition(s) continentale(s) | Compétition(s) continentale(s) | Plays off | Plays off | Plays off | Suède | Suède | Suède | Total | Total | Total |
| Saison                | Club                    | Division              | M.          | B.          | P.d.        | M.              | B.              | P.d.            | M.                | B.                | P.d.              | M.         | B.         | P.d.       | Comp.                          | M.                             | B.                             | P.d.                           | M.        | B.        | P.d.      | M.    | B.    | P.d.  | M.    | B.    | P.d.  |
| 2001                  | Malmö FF                | Allsvenskan           | 13          | 1           | 1           | -               | -               | -               | -                 | -                 | -                 | -          | -          | -          | -                              | -                              | -                              | -                              | -         | -         | -         | -     | -     | -     | 13    | 1     | 1     |
| 2002                  | Malmö FF                | Allsvenskan           | 11          | 0           | 1           | 2               | 0               | 0               | -                 | -                 | -                 | -          | -          | -          | -                              | -                              | -                              | -                              | -         | -         | -         | -     | -     | -     | 13    | 0     | 1     |
| 2003                  | Malmö FF                | Allsvenskan           | 16          | 3           | 2           | 3               | 2               | 0               | -                 | -                 | -                 | -          | -          | -          | C3                             | 2                              | 0                              | 0                              | -         | -         | -         | -     | -     | -     | 21    | 5     | 2     |
| 2005                  | Malmö FF                | Allsvenskan           | 12          | 4           | 5           | 1               | 1               | 0               | -                 | -                 | -                 | -          | -          | -          | -                              | -                              | -                              | -                              | -         | -         | -         | 4     | 1     | 0     | 17    | 6     | 5     |
| Sous-total            | Sous-total              | Sous-total            | 52          | 8           | 9           | 6               | 3               | 0               | -                 | -                 | -                 | -          | -          | -          | -                              | 2                              | 0                              | 0                              | -         | -         | -         | 4     | 1     | 0     | 64    | 12    | 9     |
| 2004                  | Halmstads BK (prêt)     | Allsvenskan           | 26          | 14          | 7           | 3               | 3               | -               | -                 | -                 | -                 | -          | -          | -          | -                              | -                              | -                              | -                              | -         | -         | -         | -     | -     | -     | 29    | 17    | 7     |
| Sous-total            | Sous-total              | Sous-total            | 26          | 14          | 7           | 3               | 3               | -               | -                 | -                 | -                 | -          | -          | -          | -                              | -                              | -                              | -                              | -         | -         | -         | -     | -     | -     | 29    | 17    | 7     |
| 2005-2006             | Ajax Amsterdam          | Eredivisie            | 31          | 12          | 6           | 4               | 0               | 0               | -                 | -                 | -                 | -          | -          | -          | C1                             | 8                              | 2                              | 0                              | 4         | 1         | 0         | 4     | 2     | 0     | 51    | 17    | 6     |
| 2006-2007             | Ajax Amsterdam          | Eredivisie            | 9           | 0           | 2           | 1               | 2               | 1               | -                 | -                 | -                 | 1          | 0          | 0          | C1+C3                          | 2+3                            | 0+3                            | 0                              | -         | -         | -         | 4     | 1     | 0     | 20    | 6     | 3     |
| Sous-total            | Sous-total              | Sous-total            | 40          | 12          | 8           | 5               | 2               | 1               | -                 | -                 | -                 | 1          | 0          | 0          | -                              | 13                             | 5                              | 0                              | 4         | 1         | 0         | 8     | 3     | 0     | 71    | 23    | 9     |
| 2006-2007             | Werder Brême            | Bundesliga            | 14          | 8           | 1           | -               | -               | -               | -                 | -                 | -                 | -          | -          | -          | -                              | -                              | -                              | -                              | -         | -         | -         | 3     | 1     | 1     | 17    | 9     | 2     |
| 2007-2008             | Werder Brême            | Bundesliga            | 30          | 14          | 5           | 3               | 1               | 2               | -                 | -                 | -                 | 1          | 0          | 0          | C1+C3                          | 7+4                            | 1+0                            | 1+0                            | -         | -         | -         | 8     | 1     | 0     | 53    | 17    | 8     |
| 2008-2009             | Werder Brême            | Bundesliga            | 29          | 7           | 4           | 5               | 5               | 2               | -                 | -                 | -                 | -          | -          | -          | C1+C3                          | 6+7                            | 1+0                            | 1+0                            | -         | -         | -         | 4     | 0     | 1     | 51    | 13    | 8     |
| 2009-2010             | Werder Brême            | Bundesliga            | 17          | 1           | 0           | 1               | 0               | 0               | -                 | -                 | -                 | -          | -          | -          | C3                             | 6                              | 3                              | 2                              | -         | -         | -         | 3     | 0     | 0     | 27    | 4     | 2     |
| 2010-2011             | Werder Brême            | Bundesliga            | 0           | 0           | 0           | -               | -               | -               | -                 | -                 | -                 | -          | -          | -          | C1                             | 1                              | 1                              | 0                              | -         | -         | -         | -     | -     | -     | 1     | 1     | 0     |
| 2011-2012             | Werder Brême            | Bundesliga            | 33          | 10          | 5           | 1               | 1               | 0               | -                 | -                 | -                 | -          | -          | -          | -                              | -                              | -                              | -                              | -         | -         | -         | 3     | 0     | 0     | 37    | 11    | 5     |
| Sous-total            | Sous-total              | Sous-total            | 123         | 40          | 15          | 10              | 7               | 4               | -                 | -                 | -                 | 1          | 0          | 0          | -                              | 31                             | 6                              | 4                              | -         | -         | -         | 21    | 2     | 2     | 186   | 55    | 25    |
| 2010-2011             | Racing Santander (prêt) | Liga                  | 33          | 9           | 1           | 2               | 0               | 0               | -                 | -                 | -                 | -          | -          | -          | -                              | -                              | -                              | -                              | -         | -         | -         | -     | -     | -     | 35    | 9     | 1     |
| Sous-total            | Sous-total              | Sous-total            | 33          | 9           | 1           | 2               | 0               | 0               | -                 | -                 | -                 | -          | -          | -          | -                              | -                              | -                              | -                              | -         | -         | -         | -     | -     | -     | 35    | 9     | 1     |
| 2012-2013             | West Bromwich           | Premier League        | 24          | 0           | 2           | 1               | 0               | 0               | 2                 | 0                 | 0                 | -          | -          | -          | -                              | -                              | -                              | -                              | -         | -         | -         | -     | -     | -     | 27    | 0     | 2     |
| 2013-2014             | West Bromwich           | Premier League        | 4           | 0           | 0           | -               | -               | -               | 2                 | 0                 | 0                 | -          | -          | -          | -                              | -                              | -                              | -                              | -         | -         | -         | -     | -     | -     | 6     | 0     | 0     |
| Sous-total            | Sous-total              | Sous-total            | 28          | 0           | 2           | 1               | 0               | 0               | 4                 | 0                 | 0                 | -          | -          | -          | -                              | -                              | -                              | -                              | -         | -         | -         | -     | -     | -     | 33    | 0     | 2     |
| 2014                  | Malmö FF                | Allsvenskan           | 28          | 15          | 6           | 4               | 2               | 0               | -                 | -                 | -                 | -          | -          | -          | C1                             | 12                             | 7                              | 0                              | -         | -         | -         | -     | -     | -     | 44    | 24    | 6     |
| 2015                  | Malmö FF                | Allsvenskan           | 28          | 11          | 5           | 4               | 2               | 0               | -                 | -                 | -                 | -          | -          | -          | C1                             | 10                             | 3                              | 1                              | -         | -         | -         | -     | -     | -     | 42    | 16    | 6     |
| 2016                  | Malmö FF                | Allsvenskan           | 22          | 8           | 3           | 6               | 3               | 2               | -                 | -                 | -                 | -          | -          | -          | -                              | -                              | -                              | -                              | -         | -         | -         | -     | -     | -     | 28    | 11    | 5     |
| 2017                  | Malmö FF                | Allsvenskan           | 24          | 7           | 4           | -               | -               | -               | -                 | -                 | -                 | -          | -          | -          | C1                             | 1                              | 1                              | 0                              | -         | -         | -         | -     | -     | -     | 25    | 8     | 4     |
| 2018                  | Malmö FF                | Allsvenskan           | 27          | 13          | 6           | 6               | 2               | 0               | -                 | -                 | -                 | -          | -          | -          | C1+C3                          | 5+8                            | 1+3                            | 1+0                            | -         | -         | -         | -     | -     | -     | 46    | 19    | 7     |
| 2019                  | Malmö FF                | Allsvenskan           | 27          | 13          | 4           | 1               | 0               | 0               | -                 | -                 | -                 | -          | -          | -          | C3                             | 12                             | 8                              | 3                              | -         | -         | -         | -     | -     | -     | 40    | 21    | 7     |
| Sous-total            | Sous-total              | Sous-total            | 156         | 67          | 28          | 21              | 9               | 2               | -                 | -                 | -                 | -          | -          | -          | -                              | 48                             | 23                             | 5                              | -         | -         | -         | -     | -     | -     | 225   | 99    | 35    |
| Total sur la carrière | Total sur la carrière   | Total sur la carrière | 458         | 150         | 70          | 48              | 24              | 7               | 4                 | 0                 | 0                 | 2          | 0          | 0          | -                              | 94                             | 34                             | 9                              | 4         | 1         | 0         | 33    | 6     | 2     | 643   | 215   | 88    |

## Palmarès
- Supercoupe des Pays-Bas : 2005, 2006.
- Coupe des Pays-Bas : 2006.
- Finaliste de la Coupe UEFA : 2009.
- Championnat de Suède : 2014 et 2017.